# Liste der Baudenkmale in Toddin
In der Liste der Baudenkmale in Toddin sind alle Baudenkmale der Gemeinde Toddin (Landkreis Ludwigslust-Parchim) und ihrer Ortsteile aufgelistet (Stand: Januar 2021).

## Toddin
| ID | Lage                       | Bezeichnung        | Beschreibung | Bild             |
| -- | -------------------------- | ------------------ | ------------ | ---------------- |
|    | Hillerweg 8 (Karte)        | Feldsteinscheune   |              | Feldsteinscheune |
|    | Alte Dorfstraße 28 (Karte) | ehemalige Schmiede |              |                  |
|    | Mühlenweg 6 (Karte)        | Wohnhaus           |              |                  |
|    | Mühlenweg 8/10 (Karte)     | Wohnhaus           |              |                  |

## Gramnitz
| ID | Lage                                 | Bezeichnung | Beschreibung | Bild |
| -- | ------------------------------------ | ----------- | ------------ | ---- |
|    | Gramnitzer Hauptstraße 7/9 (Karte)   | Wohnhaus    |              |      |
|    | Gramnitzer Hauptstraße 16/18 (Karte) | Wohnhaus    |              |      |

## Gramnitz-Hof
| ID | Lage                 | Bezeichnung | Beschreibung | Bild |
| -- | -------------------- | ----------- | ------------ | ---- |
|    | Steindamm 40 (Karte) | Kate        |              |      |

## Schwaberow
| ID | Lage          | Bezeichnung                                                                                        | Beschreibung | Bild |
| -- | ------------- | -------------------------------------------------------------------------------------------------- | ------------ | ---- |
|    | Dorfstraße 9  | Bauernhaus Blaffert mit Scheune mit zwei großen Prellsteinen an der Hofeinfahrt und Feldsteinmauer |              |      |
|    | Dorfstraße 12 | Büdnerei/Häuslerei                                                                                 |              |      |
|    |               | Gefallenendenkmal 1914/1918                                                                        |              |      |

## Setzin
| ID | Lage                                | Bezeichnung                          | Beschreibung | Bild |
| -- | ----------------------------------- | ------------------------------------ | ------------ | ---- |
|    | Am Gutshof 4 / Hauptstr. 17 (Karte) | ehem. Gutsanlage mit Inspektorenhaus |              |      |
|    | Am Gutshof 5                        | Wohnhaus                             |              |      |
|    | Hauptstraße 19/21 (Karte)           | Speicher                             |              |      |
|    | Hauptstraße 23/25 (Karte)           | Speicher                             |              |      |
|    | Schulstraße 31/33 (Karte)           | Wohnhaus aus Raseneisenstein         |              |      |